# Liste der britischen Oberbefehlshaber in Irland
Der Oberbefehlshaber in Irland (englisch Commander-in-Chief, Ireland) war der Oberbefehlshaber der britischen Truppen in Irland in der Zeit vom 18. Jahrhundert bis zur Gründung des Irischen Freistaats infolge des Anglo-Irischen Vertrages im Jahre 1922. Der hochrangigen Offizieren der British Army vorbehaltene Posten war zeitweise mit dem Amt des Lord Lieutenant of Ireland verbunden.
Im bei der Teilung entstandenen Nordirland als Landesteil des Vereinigten Königreichs besteht heute der Posten des General Officer Commanding, Northern Ireland.

## Liste
zu den Oberbefehlshabern in Irland gehörten:
- Lieutenant General Thomas Erle (1701–1705)
- Lieutenant General John Cutts, 1. Baron Cutts (1705–1707)
- General William Steuart (1711–1714)
- Lieutenant General Charles O’Hara, 1. Baron Tyrawley (1714–1721)
- Field Marshal Richard Boyle, 2. Viscount Shannon (1721–1740)
  - (vertreten von Lieutenant General Owen Wynne im Jahre 1728)
- General Gervais Parker (1740–1750)
- Field Marshal Richard Molesworth, 3. Viscount Molesworth (1751–1758)
- General John Leslie, 10. Earl of Rothes (1758–1767)
- Lieutenant General William Keppel (1773–1774)
- General George Augustus Eliott (1774–1775)
- General John Irwin (1775–1782)
- Lieutenant General John Burgoyne (1782–1784)
- General William Augustus Pitt (1784–1791)
- General George Warde (1791–1793)
- General Robert Cuninghame, 1. Baron Rossmore (1793–1796)
- General Henry Luttrell, 2. Earl of Carhampton (1796–1798)
- Lieutenant General Ralph Abercromby (1798)
- General Gerard Lake, 1. Viscount Lake (1798)
- General Charles Cornwallis, 1. Marquess Cornwallis (1798–1801)
- General William Medows (1801–1803)
- General Henry Edward Fox (1803)
- General William Cathcart, 1. Earl Cathcart (1803–1806)
- General Charles Stanhope, 3. Earl of Harrington (1806–1812)
- General John Hope, 4. Earl of Hopetoun (1812–1813)
- General George Hewett (1813–1816)
- General George Beckwith (1816–1820)
- General David Baird (1820–1822)
- Lieutenant General Samuel Auchmuty (1822)
- Field Marshal Stapleton Cotton, 1. Viscount Combermere (1822–1825)
- General George Murray (1825–1828)
- Field Marshal John Byng, 1. Earl of Strafford (1828–1831)
- Lieutenant General Hussey Vivian, 1. Baron Vivian (1831–1836)
- Field Marshal Edward Blakeney (1836–1855)
- Field Marshal John Colborne, 1. Baron Seaton (1855–1860)
- General George Brown (1860–1865)
- Field Marshal Hugh Rose, 1. Baron Strathnairn (1865–1870)
- General William Mansfield, 1. Baron Sandhurst (1870–1875)
- Field Marshal John Michel (1875–1880)
- General Thomas Montagu Steele (1880–1885)
- Field Marshal Prinz Eduard von Sachsen-Weimar-Eisenach (1885–1890)
- Field Marshal Garnet Wolseley, 1. Viscount Wolseley (1890–1895)
- Field Marshal Frederick Roberts, 1. Earl Roberts (1895–1900)
- Field Marshal HRH Arthur, 1. Duke of Connaught and Strathearn (1900–1904)
- Field Marshal Francis Grenfell, 1. Baron Grenfell (1904–1908)
- General Neville Lyttelton (1908–1912)
- General Arthur Paget (1912–1914)
- Major General Lovick Friend (1914–1916)
- General John Grenfell Maxwell (1916)
- Lieutenant General Bryan Mahon (1916–1918)
- Lieutenant General Frederick Shaw (1918–1920)
- General Nevil Macready (1920–1922)